# Schneckengrün (Rosenbach)
Schneckengrün ist ein Ortsteil der Gemeinde Rosenbach/Vogtl. im sächsischen Vogtlandkreis. Das zur Ortschaft Leubnitz gehörende Dorf wurde am 1. Januar 1999 nach Leubnitz eingemeindet, mit dem es am 1. Januar 2011 zur Gemeinde Rosenbach/Vogtl. kam.

## Geographie

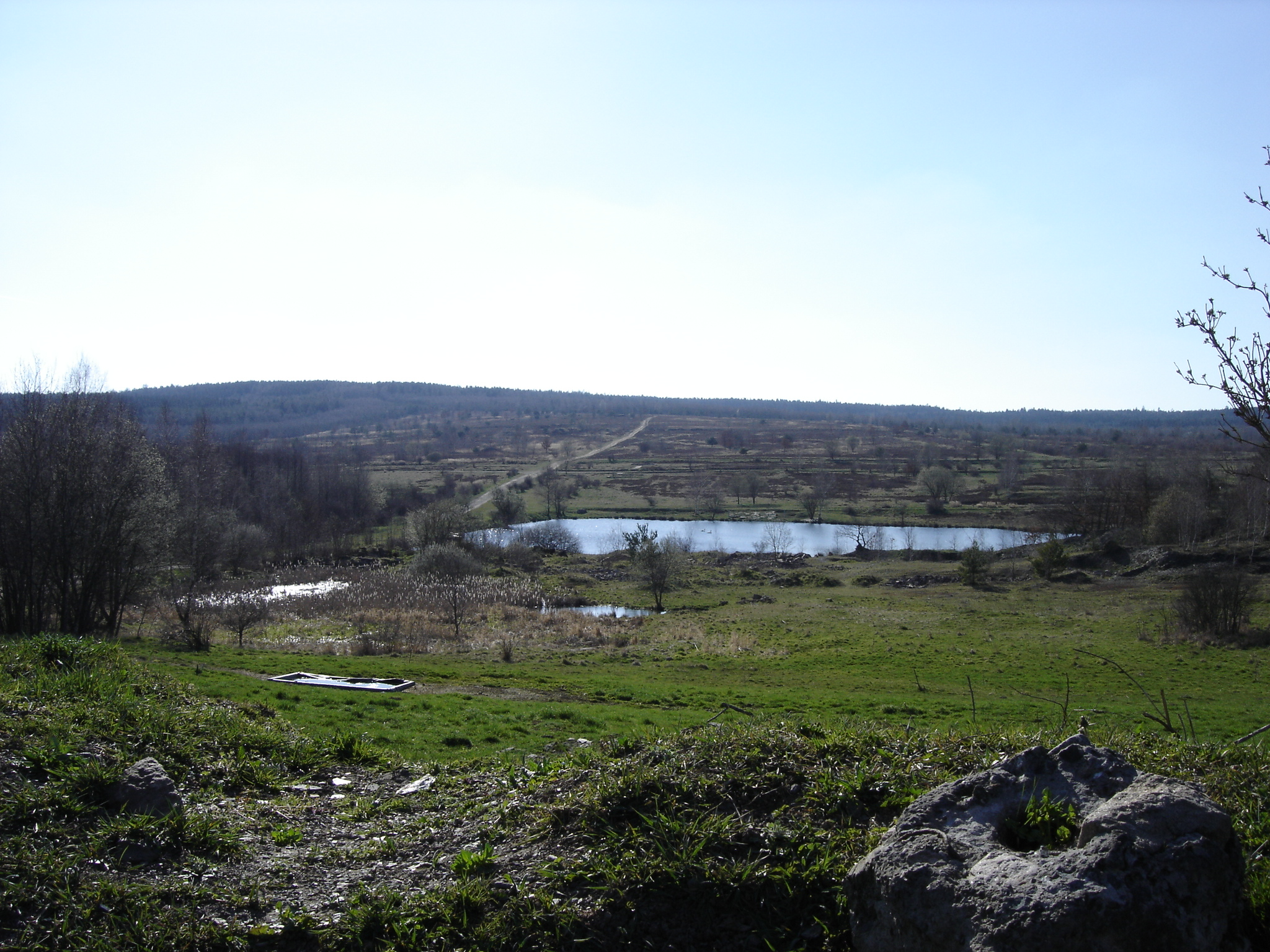
Naturschutzgebiet Kauschwitzer Heide bei Schneckengrün

### Geographische Lage und Verkehr
Schneckengrün liegt im Südosten der Gemeinde Rosenbach/Vogtl., 7 Kilometer nordwestlich von Plauen in einer Höhe von 465 bis 495 m. Zum Ortsteil Schneckengrün gehören die Weiler Reiboldsruh in der nordwestlichen Ortsflur und Galopp in der südöstlichen Ortsflur. Im Ortsgebiet von Schneckengrün entspringen der Kuhbergbach und der Schneckengrüner Bach, welche Zuflüsse des Rosenbachs sind, der wiederum in die Weiße Elster entwässert.
Schneckengrün liegt im Nordwesten des Vogtlandkreises und im sächsischen Teil des historischen Vogtlands. Geografisch liegt der Ort im Zentrum des Naturraums Vogtland (Mittelvogtländisches Kuppenland).
Der Ort ist mit der vertakteten RufBus-Linie 45 des Verkehrsverbunds Vogtland an Plauen-Neundorf angebunden. Dort besteht Anschluss zur Straßenbahn Plauen.

### Nachbarorte
Schneckengrün grenzt an vier weitere Ortsteile der Gemeinde, drei Stadtteile Plauens und einen Ortsteil der Gemeinde Weischlitz.
|          | Fasendorf                                   | Syrau                                       |
| Leubnitz | Kompassrose, die auf Nachbargemeinden zeigt | Kauschwitz, Zwoschwitz (beide Stadt Plauen) |
| Rößnitz  | Kobitzschwalde (Gemeinde Weischlitz)        | Neundorf (Stadt Plauen)                     |

## Geschichte
Das Platzdorf Schneckengrün wurde erstmals in einer Urkunde von 1382 als Sneckengrune genannt. In den frühesten Zeiten wurde es von den Herren von Plauen als Vorwerk benutzt, als eine Rodesiedlung, die vermutlich von einem Herrn Schnecke (snecco) geleitet wurde. Erst im 15. Jahrhundert wurde es zum Rittergut erhoben und die Familie von Rabe damit beliehen, welche das Gut noch in der zweiten Hälfte des 16. Jahrhunderts besaß. Anschließend gehörte das Rittergut Schneckengrün bis 1634 der Familie von Trützschler und bis 1657 Carl von Bose. Von diesem kam es an die Familie von Römer und zu Beginn des 19. Jahrhunderts an die Kaufmannsfamilie Schmidt. In der zweiten Hälfte des 19. Jahrhunderts gehörte das Rittergut Schneckengrün der Familie Adler, welche es 1885 an den Verein für Arbeiterkolonien in Sachsen übertrug, der darin im gleichen Jahr die erste Fürsorgeanstalt für Arbeitslose und Obdachsuchende in Sachsen einrichtete. 1938 kam das Gut an die Deutsche Arbeitsfront. Das Rittergut Schneckengrün übte bis ins 19. Jahrhundert die Grundherrschaft über den Ort Schneckengrün aus. Bezüglich der Verwaltung gehörte Schneckengrün bis 1856 zum kursächsischen bzw. königlich-sächsischen Amt Plauen. 1856 wurde der Ort dem Gerichtsamt Plauen und 1875 der Amtshauptmannschaft Plauen angegliedert. Kirchlich gehört Schneckengrün seit dem 16. Jahrhundert zu Leubnitz.
Ab 1937 sollte auf der Wettinhöhe die „Adolf-Hitler-Schule Plauen“ entstehen, deren Bau im Frühjahr 1939 eingestellt wurde. Stattdessen entstand in den für die Bauarbeiter vorgesehenen Baracken die Gebietsführerschule Sachsen der Hitlerjugend. Im Zuge der Bodenreform in der Sowjetischen Besatzungszone ab 1945 wurden das Gelände und die Gebäude des Rittergutes Schneckengrün geteilt und verteilt. Das nach dem Zweiten Weltkrieg zu Wohnzwecken genutzte Herrenhaus brannte am 21. Januar 1957 weitgehend ab und musste anschließend abgerissen werden. Erhalten blieb lediglich ein Wirtschaftsgebäude. Durch die zweite Kreisreform in der DDR kam die Gemeinde Schneckengrün im Jahr 1952 zum Kreis Plauen-Land im Bezirk Chemnitz (1953 in Bezirk Karl-Marx-Stadt umbenannt), der ab 1990 als sächsischer Landkreis Plauen fortgeführt wurde und 1996 im Vogtlandkreis aufging.
Am 1. Januar 1999 wurde Schneckengrün nach Leubnitz eingemeindet, welches sich am 1. Januar 2011 mit Mehltheuer und Syrau zur Gemeinde Rosenbach/Vogtl. zusammenschloss.